# Ballad of a Teenage Queen
"Ballad of a Teenage Queen" är en singel av den amerikanska sångaren och låtskrivaren Johnny Cash, utgiven i december 1957. Sången är skriven av Jack Clement och blev A-sida till sången "Big River". Sången kom med på samlingsalbumet Johnny Cash Sings the Songs That Made Him Famous som släpptes i december 1958.

## Topplistor
| Topplista                   | Högsta listplacering |
| --------------------------- | -------------------- |
| Billboard Hot Country Songs | 1                    |
| Billboard Hot 100           | 14                   |